# エゼルウルフ
エゼルウルフ（Æthelwulf、? - 858年1月13日）はウェセックス王（在位：839年 - 858年）。ウェセックス王エグバートと妃レドブルガの子。アルフレッド大王の父。

## 歴史的背景

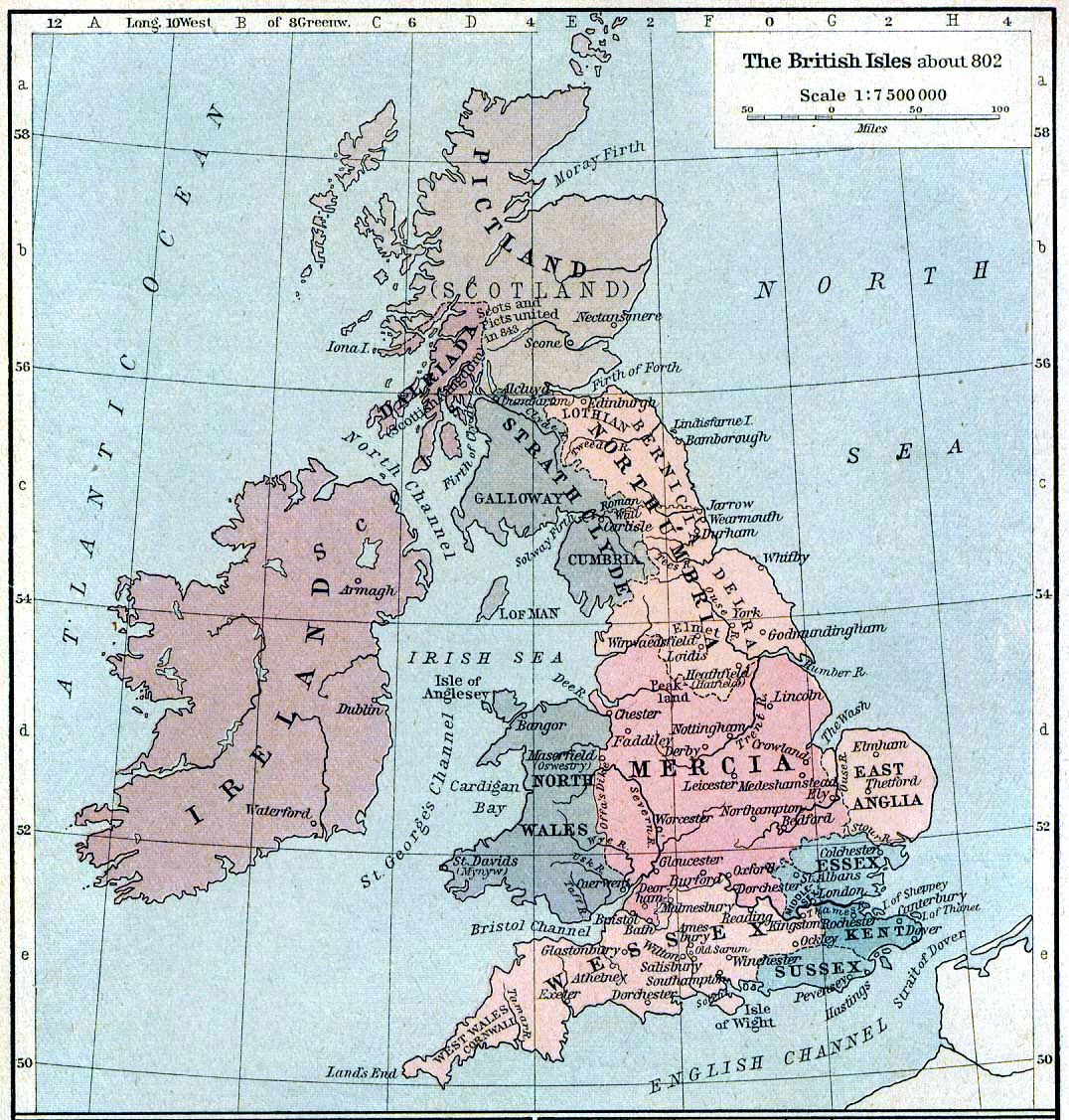
9世紀始めごろのブリテン島。ウェセックスは南端の淡い黄色の部分、柿色が北に隣接するマーシア

ローマ帝国が撤退したのちの中世初期イングランドでは、もともとブリテン島に住んでいたケルト人と、ユトランド半島などから海を越えて来たアングル人・サクソン人・ジュート人がそれぞれ小王国を形成していた。小さな王国を含めれば100を超えるが、伝統的に七王国時代とよばれている。これらの王国は相争ってしのぎを削っていた。ウェセックスはサクソン人の築いた王国のひとつで、マーシアに従属していた時代もあったが早々に独立し、9世紀なかば以降、急速に力をつけてきていた。しかしその時代はまた、ヴァイキングがイングランドにたびたび襲来した時代でもあった。

## 治績
エゼルウルフはその治世の間に、カロリング朝式の政策を進め、硬軟両方の手段を用いてウェセックスの勢力範囲を拡げた。エゼルウルフのなしたことでしばしば言及されるのは、従属国を直接統治に切り替えたこと（中央集権化）、土地政策の転換、851年の対ヴァイキング海戦勝利、そして巡礼と聖別で王の威信を高めたことである。以下、分野別に解説を進める。858年に死を迎えたが、息子らの相続争いに巻き込まれ、不遇な晩年を過ごした。

### 本国・従属国統治
従属国をもつ王国は、王が本国を統治し、息子や腹心を下王に任じて従属国を統治させた。王といえども従属国内にひとたび入ると、下王の命令に従わなければならなかった。たとえばエゼルウルフがケント下王だったとき、エグバートはケントにいる時は息子エゼルウルフの命を仰いだ。ウェセックス王に即位したエゼルウルフは、この方式を改めて集権化につとめた。従属国の貴族に直接金品を下賜したり、本国・従属国全体で使われる硬貨はエゼルウルフの肖像を刻印したのは、王はあくまでウェセックスのエゼルウルフであると印象づけるためだった。下王はそれまで、自分の名で令状を出したり、従属国内では自分の貨幣を流通させていたが、エゼルウルフ時代にはこれがみられなくなっていた。
土地政策でもエゼルウルフ時代には、その所有形態に変化がみられた。従来の土地所有は土地税がかかるうえに、複数の子に分けるときなどに分割できない制度になっていた。新しく出て来ていた勅許保有地は、王がひとたび勅許を出せば、その後売買・譲渡などが自由にできたうえ、税もかからなかった。エゼルウルフは勅許保有地への転換をいっきょに進めた。当時の貴族は競って教会に金品を寄進していたので、この転換で収入の増えた貴族に支持されただけでなく、教会からも信頼された。このことがきっかけで、敵味方がはっきりしない国境付近の有力者たちもエゼルウルフのウェセックスになびいた。歴史的には勅許保有地化政策は、イングランドが封建化する転換点ともなった。

### ヴァイキングとの戦い

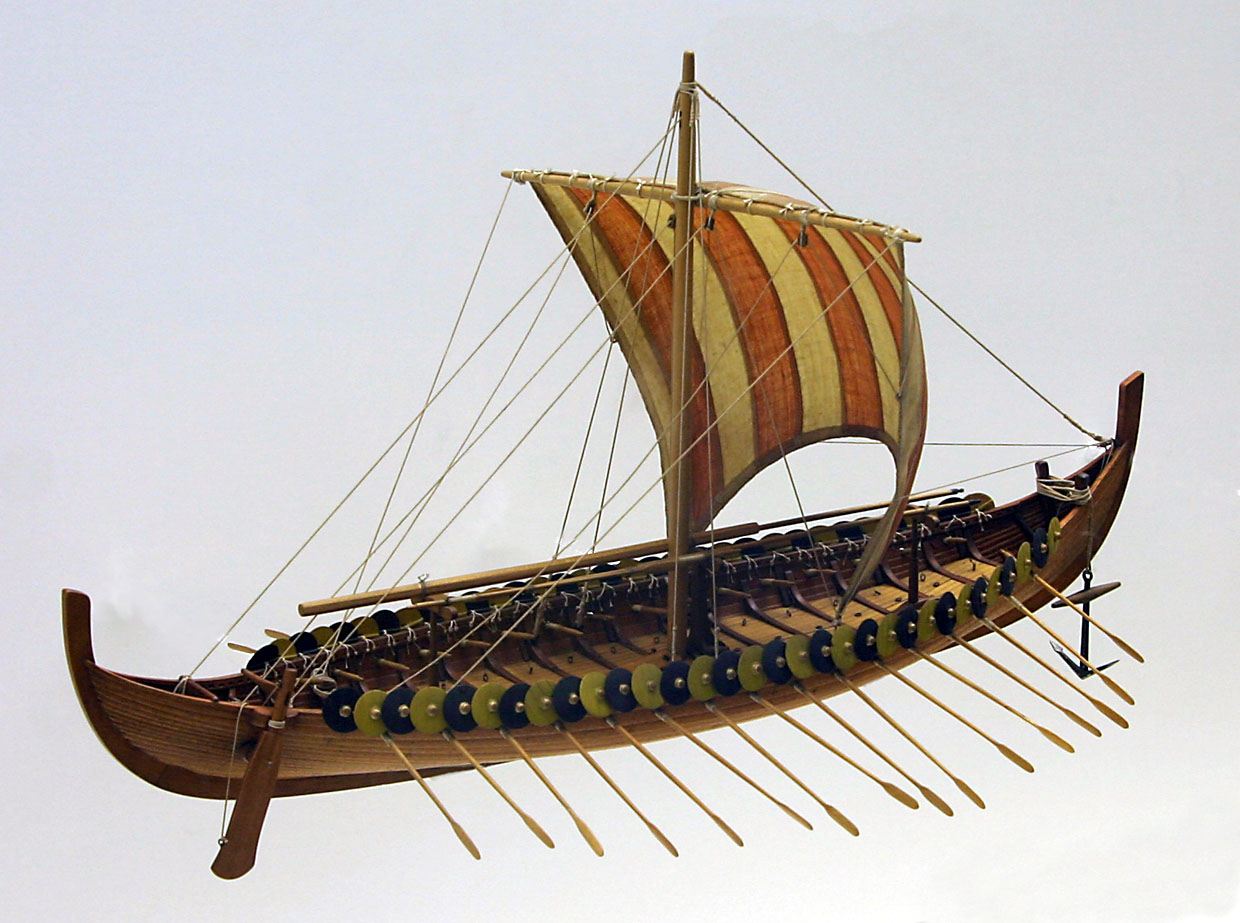
ヴァイキング船を再現したもの。9世紀なかばには、30隻程度の船団を組んで襲来した

エゼルウルフが軍議と合意を重んじる戦術を好んだのは、息子アルフレッドのトップダウン式軍隊指揮とは対照をなした。アングロサクソン年代記は840年代初頭からヴァイキングの襲来が次第に増えていたことを記録している。ヴァイキングの襲来、略奪、撤収という当初の行動パターンが、850年にはイングランドで冬を越すようになっていた。ウェセックスはたびたびヴァイキングと干戈を交え、843年には敗北を喫するが、851年、「エゼルウルフ、エゼルバルドおよび彼らの軍隊がアクレアでデーン軍（ヴァイキング）と戦い、完全勝利をおさめ、敵の根城を完膚なきまでに叩き壊した」。戦勝の報はシャルル2世の西フランクにまで届き、エゼルウルフの名声を高めた。

### 巡礼と聖別
ローマは当時のイングランド人にとって聖地であり、ローマへの巡礼は王たる者の悲願であった。しかしその道は遠く、エゼルウルフの父エグバートは旅の途中で落命していた。エゼルウルフも父にならいローマへの巡礼を決意した。フランク王国に巡礼のため国内を通過する要望を願い入れ、エゼルウルフは父がなしえなかった偉業を成した。当時のヨーロッパ大陸の人びとにとっては、辺境の島国の王が巡礼にやって来たことは一大ニュースとなった。教皇ベネディクト3世の伝記作家によれば、エゼルウルフのローマ到着は「たいへんな群衆で迎えられ」、「4ライブラの、輝くばかりの黄金の王冠、…金で縁取られた美しい剣、4客の銀箔の器、メダル装飾が施された純白の絹のシャツ、金糸の編み込まれた大きなヴェール」を献上し「それに劣らない贅沢な品々が下賜された」という。これによってエゼルウルフと、彼の王国ウェセックスはイングランドのみならず、西ヨーロッパ全域に知れ渡った。
文明か野蛮かの差は、当時はキリスト教への信仰への度合いで決まった。それゆえにエゼルウルフは、即位や結婚でキリスト教式の方法をとった。現在もイギリスで王が戴冠するさい、カンタベリー大主教が聖油を額などに注ぐ聖別を行う。エゼルウルフは839年に王位についたとき、フランク王国の儀礼にならって導入した。さらに2人目の王妃にフランクからユーディスを迎えた結婚式でも聖別を行った。このことは王妃の地位を高め、王妃の役割が礼拝・典礼において王のそれを補完するものとなった。

### 対外関係

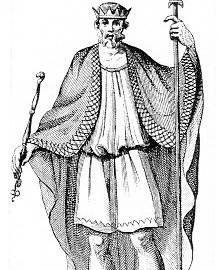
エゼルウルフ

南にはイギリス海峡をはさんで西フランク王国、北にはマーシアと隣接していた。エゼルウルフ治世は、この両者と友好な関係が続いていた時代である。互いに関係が良好であったのは、共通の敵がいたからに他ならない。西のブリトン人諸王国、海岸に来寇するヴァイキングがそれである。
この時期マーシアは最盛期を過ぎて斜陽の時代であった。エゼルウルフの時代にバークシャーがマーシアからウェセックスの版図に組み込まれているが、この時期マーシアと戦った記録はない。当時対ヴァイキング・対ブリトンで度々マーシアと共同出兵しており、援軍の代償など外交上の理由で支配権が移ったのではないかと指摘される。
フランク王国とも父の時代から親密な関係を保っていた。エゼルウルフがローマに巡礼するさいに通過を許しただけでなく、ローマからの帰途、3ヶ月にわたってシャルル2世の歓待を受けた。西フランク王国の友好国がウェセックスであることも、ブリテン島のなかではウェセックスの箔をつけた。また、人的交流も盛んであった。840年代の記録に、フェリックスなるフランク人が「エゼルウルフの出した文書には、私が責任を持つ」と語った記録があり、エゼルウルフに強い影響力を有していたことを示唆する。エゼルウルフがフランク王国風の施政をしいたのも、両国の盛んな交流があってのことだった。

### 晩年の争い

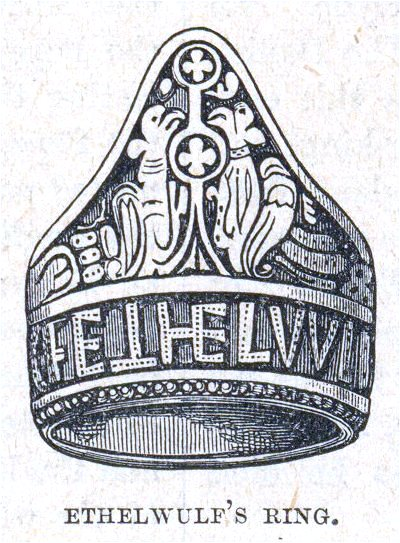
エゼルウルフの指輪。1902年ごろ出版された本の挿絵に使われたもの

エゼルウルフは5人の息子を得、うち4人が成人した。このことは、エゼルウルフの地位を誰が継ぐかを問題にした。長子相続であれ何であれ、明確な規定も慣習もない七王国時代においては、王の代替わりがおきるたびに諍いが起きていた。エゼルウルフの治世も例外でなく、855年末子アルフレッドを伴ってローマ巡礼に赴いたときに事は起こった。Asserの伝記によれば「エゼルウルフ王がローマから戻ってくるまでに、息子（次男）エゼルバルドと取り巻きたちがとんでもないことを仕組んだ。クーデターを起こし、王を国外に追い払ってしまおうというのである」。留守を狙ったこのクーデターが内乱に発展し、全王国を東西に分けることで決着した。東をエゼルウルフが、クーデターを起こした息子エゼルバルドが西を、それぞれ領した。
その後エゼルウルフは「自分の死後、子らが不必要に争わないように」相続について取り決めた。エゼルウルフは個人的な領土と政治的な領土を、それぞれ息子・娘・親類に配分した。

### 2人の妃
エゼルウルフは2度結婚している。1人目はオズブルガ（オズブルフ）で、子らはすべて1人目の妃オズブルガが産んだ子である。オズブルガはジュート人あるいはゴート人の支配階級と推定され、ワイト島を領していた。第2子エゼルバルドの名が840年以降、勅許状などに見られることから逆算すれば、ふたりの結婚は839年以前であったと推測される。
2人目は西フランク王シャルル2世の娘ジュディスで、結婚したとき12歳、エゼルウルフが858年に死んだ時点で15歳でしかなかった。この妃ジュディスは夫エゼルウルフの死後、その息子エゼルバルドと結婚したことで比較的有名な存在である。継母との結婚について「神の禁忌と偉大なるキリストに背き、不信心な快楽に手を出し」たなどと批判されてきたが、フランク王国の記録には何も残っていない。それどころか「教皇の承認があれば継母との結婚の正当性は保てる」という記録もある。実際のところ中世初期において父の死後に継母と結婚する例は、ブリテン島のみならずヨーロッパ各地で広くみられたことである。この目的は玉座の世代交代をスムーズにすることである。結婚時の聖別によってジュディスは王妃としての威信を備え、新しい王エゼルバルドがすでに威信を持ったジュディスと夫婦となることで、王国の求心力低下を防いだのである。

## 評価

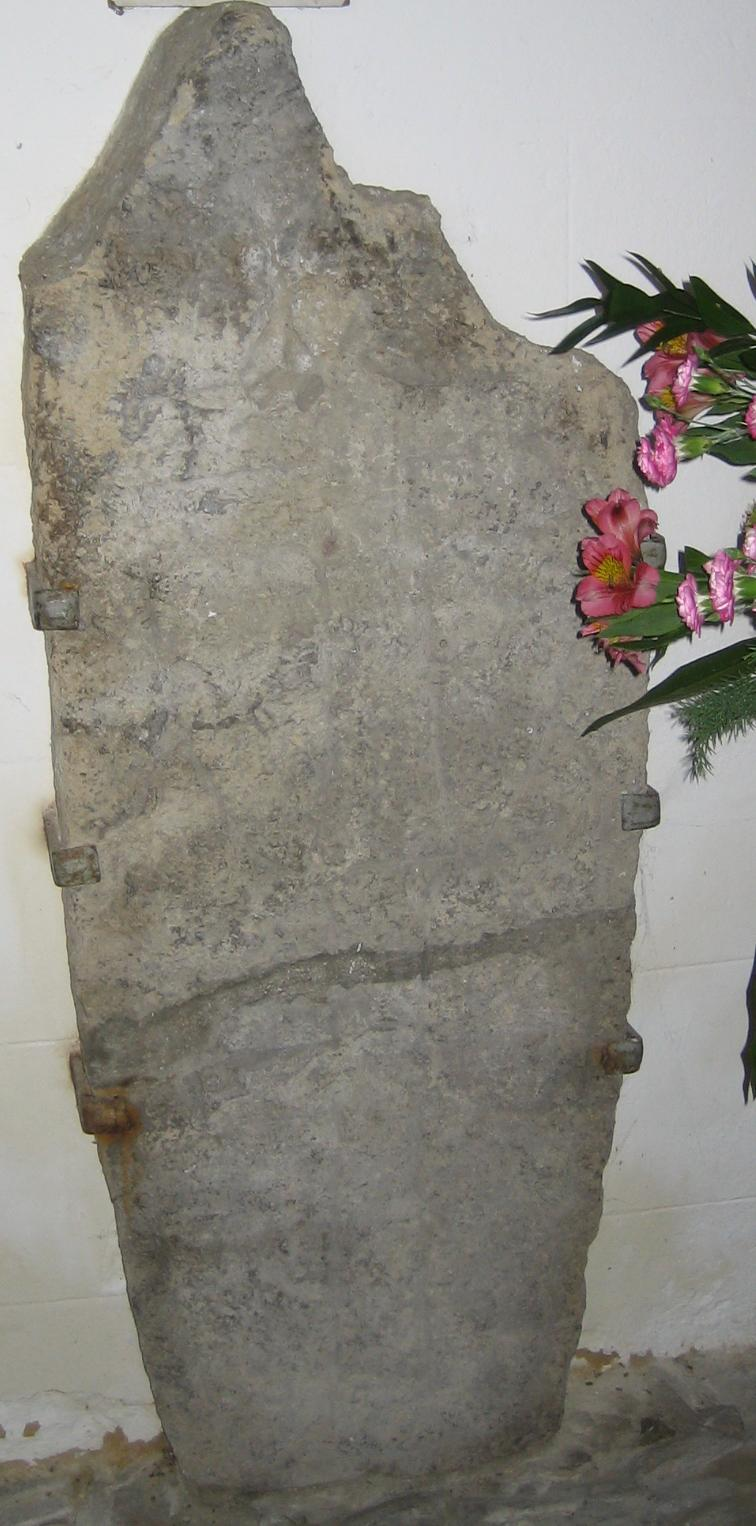
エゼルウルフの墓石。現在イングランド南部の、ステイニングという小さな町の教会に保管されている

エゼルウルフはエグバートとアルフレッド大王の間にはさまれ、あまり目立たない存在だった。シェルバーン主教アッシャーが888年に書いたしたアルフレッド大王の伝記で、エゼルウルフについて触れられている以外は、まとまった量のものはない。しかしウェセックスの勢力範囲を伸ばし、アルフレッド治世（871年 - 899年）で繁栄を迎えるための基礎を築いたのはエゼルウルフだったと指摘される。
「公式文書などの史料からは、エゼルウルフはウェセックスやケントの貴族の支持を保ち続けることに腐心し、特にセイン（戦士）たちを厚く遇した」ジャネット・ネルソンはいう。「1780年、ウィルトシャーのレヴァーストックで直径1インチの金のリングが見つかった。キリスト教のシンボルで装飾され、Ethelwulf Rexすなわち国王エゼルウルフと刻印が施してあったリングは、強壮な戦士のひとりに下賜されたものと推測される。9世紀の王権を維持しえたのは、こうした臣下の支持があってこそのことなのだ」

## 子女
初めの妃オズブルガ（オズラックの娘）との間に5男1女を儲けた。
- エゼルスタン（? - 850年頃）
- エゼルバルド（? - 860年） - ウェセックス王（858年 - 860年）
- エゼルベルト（? - 865年） - ウェセックス王（860年 - 865年）
- エゼルレッド（848年 - 871年） - ウェセックス王（865年 - 871年）
- アルフレッド（849年 - 899年） - ウェセックス王（871年 - 899年）
- エゼルスウィス（? - 888年） - マーシア王ブルグレドと結婚

## 脚註
1. ↑  AethelwulfもしくはEthelwulfとも。古英語ではÆþelwulf。「高貴なる狼」を意味する。Æthelwulf of Wessex, Wikipedia英語版（2007年9月4日11:25）.
2. ↑  これらの従来的な統治法は、特にマーシアでみられた。エゼルウルフが導入した統治方法は、カロリング朝にならったものである。Nelson, Æthelwulf (d. 858)’, Oxford Dictionary of National Biography. 以降ODNBと表記する。
3. ↑  booklandという。それに近い性質の土地所有は、早くは7世紀の第3四半期から現れていた。Yorke, pp.245-251.
4. ↑  青山、p154.
5. ↑  Anglo Saxon Chronicle, s.a. 851.
6. ↑  聖ベルタンの年代記によれば、シャルルマーニュは「アングロ=サクソンの王が旅で必要とした食糧その他をすべて提供し、道案内と従者まで用意した」とされる。これについて、ODNB, Æthelwulf. ではAnnals of St Bertin, s.a. 855. を参照している。
7. ↑  ODNB, Æthelwulf. 同様にR. Davis, ed. and trans., The lives of the ninth-century popes (Liber pontificalis): the ancient biographies of ten popes from AD 817–891 (1995).を参照している。
8. ↑  Nelsonは、聖別を受けさせるという着想が、787年にマーシアのオファが息子エグフリスに王として聖別を受けさせたことからきている可能性がある、と指摘する。ODNB, Æthelwulf.
9. ↑  Yorke, p95.
10. 1 2 3  ODNB, Æthelwulf.
11. ↑  Asser, Part 1.
12. ↑  9世紀の史家Asserは「王国の西側のほうが、東側よりも重要度が高いのは明らか」として、和議が穏便に済まず、エゼルバルド主導だったと主張した。Nelsonはこれを受けて「協定は新たに入手した土地から東側という理解がなされてきたが、おそらくAsserはウェセックス本国を東西に分けたと考えているふしがある。もしそうであるならば、アングロサクソン年代記の18年半、すなわち858年までエゼルウルフがウェセックスを支配していたという記述と矛盾する。アングロサクソン年代記の信憑性を措いても、Asserが反乱の筋書きを見いだした根拠は、いささか苦しいといわざるをえない」と主張する。ODNB, Æthelwulf.
13. ↑  Asser, Life of Alfred, chap. 12
14. ↑  フランクの分割相続にならったもので、これが歴史家たちから時代に逆行しているといわれる点である。ODNB, Æthelwulf.
15. ↑  Asser, Life of Alfred, chapter. 17.
16. ↑  ベーダ・ヴェネラビリスの遺した記録による。ODNB, Æthelwulf.

## 典拠
- 青山吉信編「世界歴史大系 イギリス史 1」山川出版社、1991年。ISBN 4634460106
- Asser [Bishop of Sherborne], THE LIFE OF KING ALFRED, London, 1847, electronic edition by Douglas B. Killings, 1997.
- Nelson, Janet L. ‘Æthelwulf (d. 858)’, Oxford Dictionary of National Biography, Oxford University Press, 2004. accessed 10 April 2007.
- Walker, Ian W. MERCIA: and the Making of England, Sutton Publishing, Stroud (Gloucestershire), 2000. ISBN 0750921315
- Yorke, Barbara. Wessex in the Early Middle Ages, Leicester University Press, 1995. ISBN 071851856X
- Anglo Saxon Chronicle（アングロサクソン年代記, ASC）, Project Gutenberg.

## 略年表
- 795年? - 前王エグバートの子として誕生
- 820年頃 - ヴァイキングの襲来が盛んに
- 838年 - 大会議で王位継承者に指名される
- 839年 - 前王エグバート、ローマ巡礼の途上に死亡。国王即位。このころまでにオズブルガと結婚
- 840年代 - 重臣フェリックスに関する記述
- 849年 - アルフレッド誕生
- 850年 - サンドウィッチの海戦でヴァイキングを破る
- 855年 - アルフレッドと巡礼に出発。本国でクーデター発生
- 856年 - ユーディスと結婚
- 858年 - 死亡